# هونولولو
هونولولو (به انگلیسی: Honolulu) مرکز و پرجمعیت‌ترین شهر ایالت هاوایی در ایالات متحده آمریکا است که در اقیانوس آرام واقع شده‌است.
شهر هونولولو پایتخت جزایر هاوایی و بزرگترین بندر هاوایی است. با ایالات متحده آمریکا و کشورهای شرق دور و استرالیا با خطوط دریایی و هوایی گسترده‌ای مرتبط است.
هونولولو به معنای «بندرگاه پناهگاه» یا «بندر آرام» در هاوایی است. نام قدیمی آن، کو، تقریباً منطقه‌ای از خیابان نوآنو تا خیابان آلاسکا و از خیابان هتل تا خیابان کویین را در بر می‌گیرد، که قلب منطقه کنونی مرکز شهر است. مطلوبیت این شهر به عنوان یک بندر رشد و اهمیت تاریخی آن را در مجمع الجزایر هاوایی و منطقه وسیع اقیانوس آرام گزارش می‌کند. هونولولو از سال ۱۸۴۵ به‌عنوان پایتخت جزایر هاوایی، اولین پادشاهی مستقل هاوایی و پس از ۱۸۹۸ قلمرو ایالات متحده و ایالت هاوایی است. این شهر پس از حمله ژاپن به پرل هاربر در نزدیکی پرل هاربر در ۷ دسامبر ۱۹۴۱، که باعث ورود قاطع ایالات متحده به جنگ جهانی دوم شد، به رسمیت شناخته شد. بندرگاه یک پایگاه بزرگ دریایی است و میزبان ناوگان اقیانوس آرام ایالات متحده، بزرگترین فرمانده نیروی دریایی جهان است.
آب و هوای گرمسیری مطلوب، مناظر طبیعی غنی و سواحل گسترده هونولولو آن را به مقصدی محبوب جهانی برای گردشگران تبدیل کرده‌است. از ژانویه ۲۰۲۰، این شهر بیشترین بازدید کننده را از هاوایی، روزانه بین ۲۳۰۰۰ تا ۳۸٬۰۰۰ پذیرایی می‌کند. گرچه انزوای نسبی هونولولو از بقیه ایالات متحده به هزینه‌های بالای زندگی کمک می‌کند، همچنین بر اساس مراقبت‌های بهداشتی، ایمنی، آموزش، فرهنگ و سایر معیارها، در چندین رتبه قابل سکونت در جهان عملکرد خوبی دارد. بر اساس شاخص جهانی قابلیت زندگی در سال ۲۰۱۹، از بین ۱۴۰ شهر در سراسر جهان رتبه ۲۲، بالاترین رتبه در میان شهرهای آمریکا را دارد. این شهر همچنین دومین شهر امن ایالات متحده است.

## جغرافیا
شهر هونولولو در وسط جلگه‌ای تنگ میان کرانه اقیانوس آرام و رشته کوه‌های کولو قرار گرفته، برخی از نقاط مرتفع نیز در قلمرو مناطق شهری هونولولو قرار دارد. از جمله "کوه تنتالوس" (Mount Tantalus) که در دامنه‌هایش باغ‌های عمومی زیبا احداث گردیده‌است.

## تاریخچه
شهر هونولولو در جزیره اوآهو (از جزایر هاوایی) نخست به صورت دهکده‌ای بود که از ۱۷۹۴ به صورت بندری شناخته شد. چند سال بعد بندری مهم و معتبر گردید. وقتی سلطان کامه هامه‌ها مقر حکومت خود را در نزدیکی این شهر قرار داد بیش از پیش شهر رونق گرفت. کالاهایی که در این شهر تولید می‌شد به خارجیان فروخته و کالاهای مورد مصرف از آنها خریداری می‌شد. علاوه بر این سلطان با دریافت عوارض بندری بر درآمد شهر افزود و شهر روز به روز ترقی می‌یافت.
در سال ۱۸۲۵ بیشتر داد و ستد تجاری هاوایی در شهر هونولولو انجام می‌شد. در سال ۱۸۵۰ تأسیس شد. چون در سال ۱۹۵۹ کشورهایی تشکل یافت، پایتخت هاوایی گردید.
مدارک مربوط به اسکان نخستین هونولولو توسط مهاجران اصلی پلینزی به مجمع الجزایر از تاریخ و مصنوعات شفاهی حاصل می‌شود. اینها نشان می‌دهد که در قرن یازدهم هونولولو در آن ساکن شده‌است. پس از آنکه کامامهه اول اوهاهو را در نبرد نوسانو در نوشوانو پالی فتح کرد، وی در سال ۱۸۰۴ بارگاه سلطنتی خود را از جزیره هاوایی به وایکو منتقل کرد. بارگاه وی در ۱۸۰۹ به مرکز فعلی هونولولو منتقل شد. پایتخت در سال ۱۸۱۲ به Kailua-Kona بازگشت.
رونق اقتصادی و گردشگری به دنبال دولت، رشد سریع اقتصادی را در هونولولو و هاوایی به ارمغان آورد. سفرهای هوایی مدرن، از سال ۲۰۰۷، سالانه ۷٫۶ میلیون بازدید کننده به این جزایر وارد می‌کند که ۶۲٫۳ درصد از آنها وارد فرودگاه بین‌المللی هونولولو می‌شوند. امروزه هونولولو شهری مدرن با ساختمانهای بلند مرتبه متعدد است و وایکوکی با هزاران اتاق هتل، مرکز صنعت گردشگری در هاوایی است. شرکت مشاوره ای مرکر انگلیس، در ارزیابی سال ۲۰۰۹ «که برای کمک به دولت‌ها و شرکت‌های بزرگ در تعیین کارمندان بین‌المللی انجام شده‌است»، هونولولو را از نظر کیفیت زندگی در رتبه ۲۹ جهانی قرار داد. این بررسی با ثبات سیاسی، آزادی شخصی، سرویس بهداشتی، جرم، مسکن، محیط طبیعی، تفریح، امکانات بانکی، در دسترس بودن کالاهای مصرفی، آموزش و خدمات عمومی از جمله حمل و نقل انجام شده‌است.

## اماکن
دانشگاه هاوایی، موزه اسقفی (تأسیس ۱۸۹۹) و موسسات علمی مهم متعددی از جمله بنیادهای علمی آن است. کارخانه تصفیه شکر نیز دارد. بندر پرل هاربر نیز در نزدیکی این شهر قرار دارد.

## شهرهای خواهر خوانده
Honolulu currently has 29 خواهرخواندگی (شهرها):
Domestic
- سان خوآن، ۱۹۸۵

International
- باگیو، Philippines, 1995
- باکو، Azerbaijan, 1998
- بمبئی (today: Mumbai), India, 1970
- Bruyères, ووژ (فرانسه), France, 1960
- Candon, Philippines, 2015[۱۵]
- کاراکاس، Venezuela, 1990
- سبو (شهر), Philippines, 1990
- |چیگاساکی، کاناگاوا، استان کاناگاوا، Japan, 2014
- فونچال، مادیرا، Portugal, 1979
- هاینان، People's Republic of China, 1985
- هیروشیما، Japan, 1959
- هوئه، Vietnam, 1995
- اینچئون، South Korea, 2003
- کاوهسیونگ، تایوان، ۱۹۶۲
- کیزیل، تووا، Russia, 2004[۱۶][۱۷]
- Laoag, Philippines, 1969
- ماجورو، Marshall Islands, 2009
- مانیل، Philippines, 1980
- مومباسا، Kenya, 2000
- ناها، اوکیناوا، استان اوکیناوا، Japan, 1960
- رباط (مراکش), Morocco, 2007
- سئول، South Korea, 1973[۱۸][۱۹]
- سینترا، Portugal, 1998
- توکیو، Japan, 1960
- کینگهوانگداو، هبئی، People's Republic of China, 2010
- اواجیما، اهیمه، استان اهیمه، Japan, 2004
- ویگان (فیلیپین), Philippines, 2003
- ژونگشان، گوانگ‌دونگ، People's Republic of China, 1997

## نگارخانه

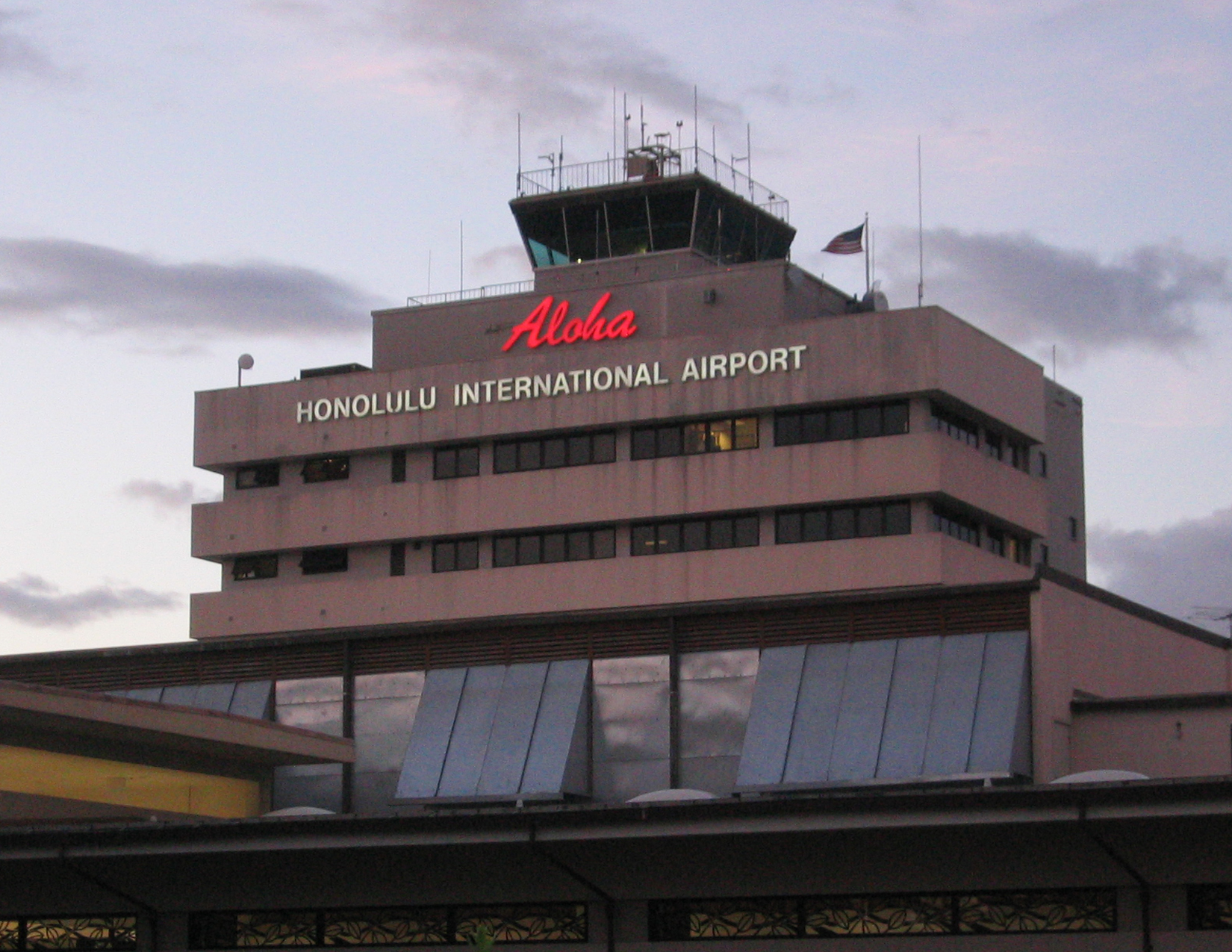
فرودگاه بین الملی هونولولو
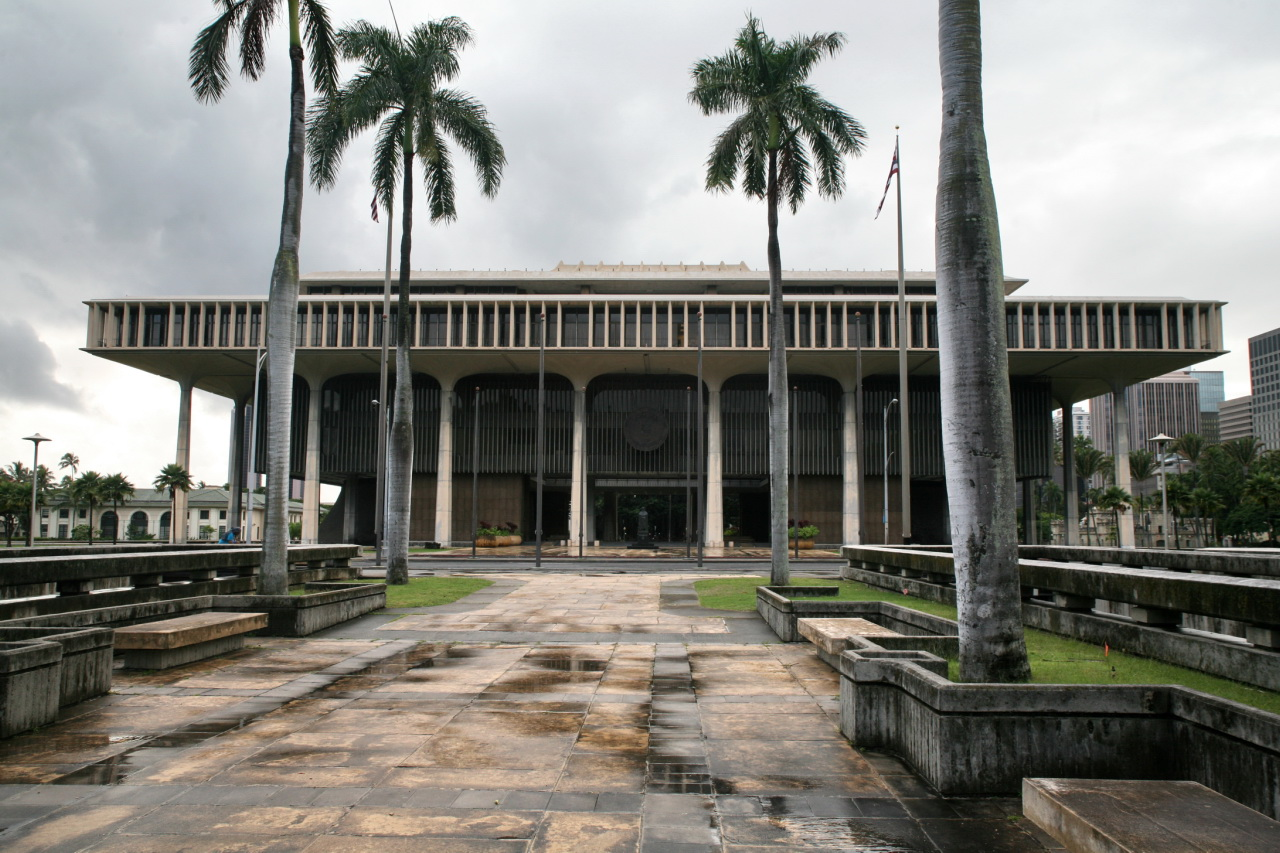
ساختمان پایتخت ایالت هاوایی
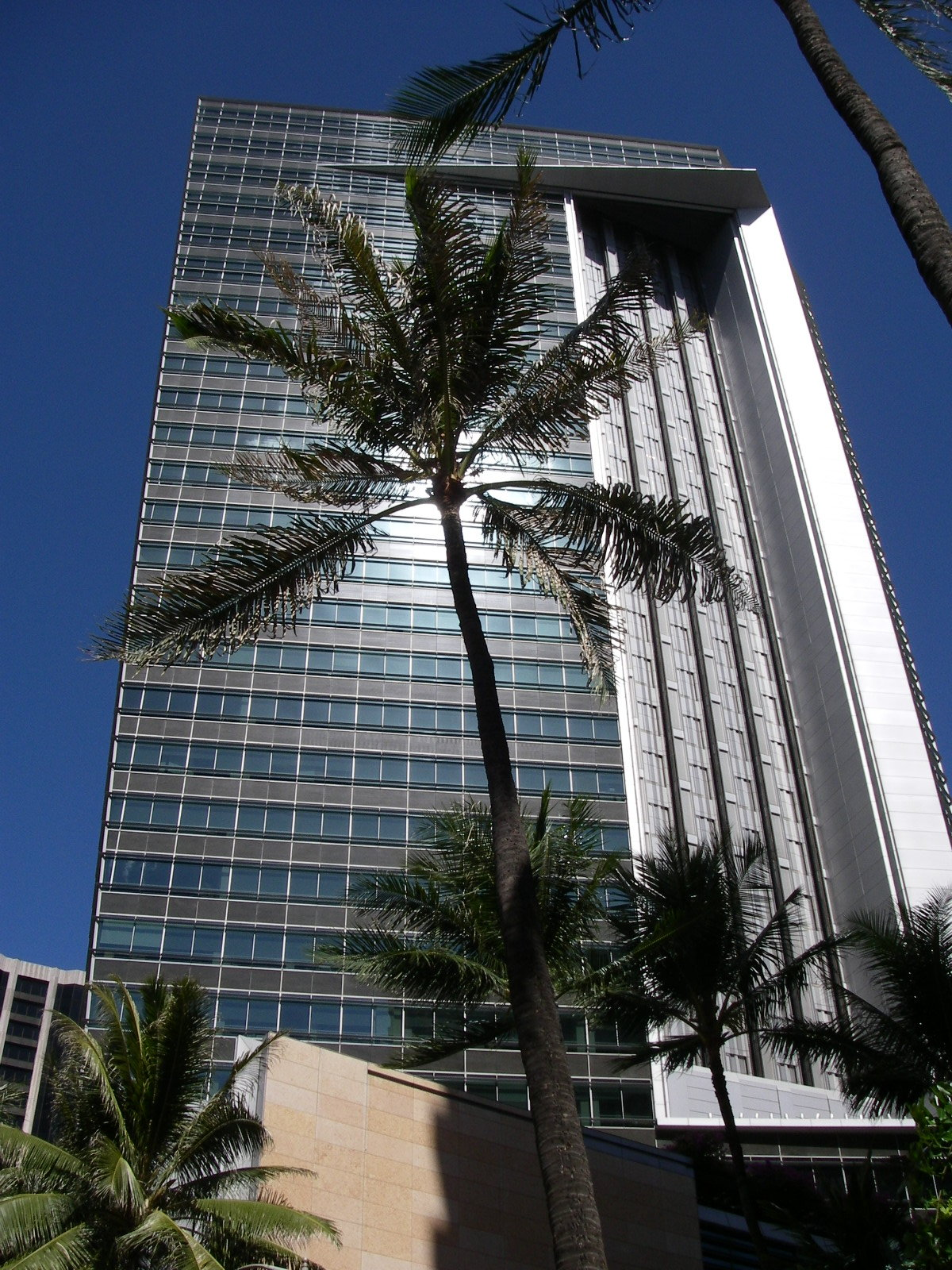
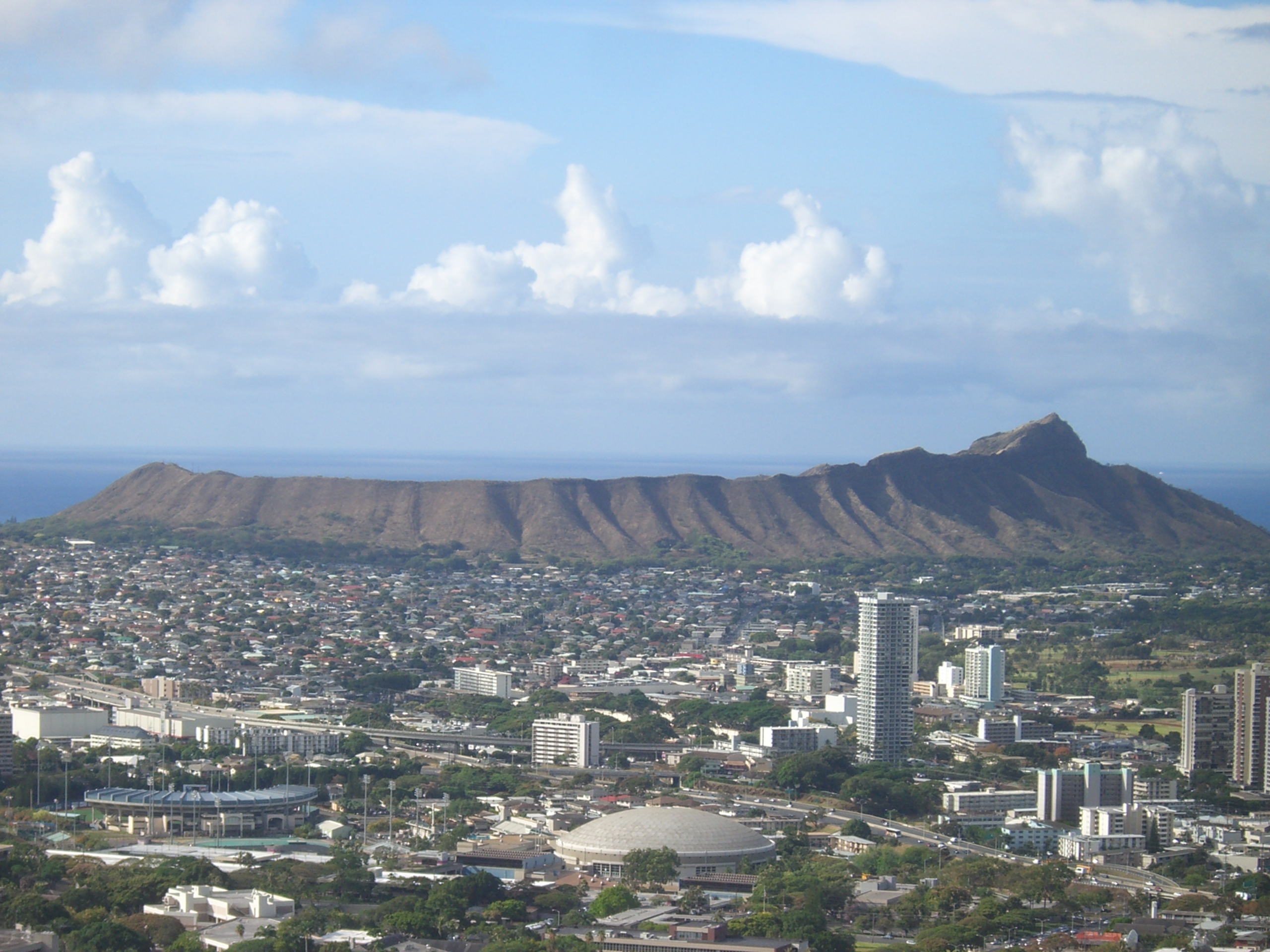
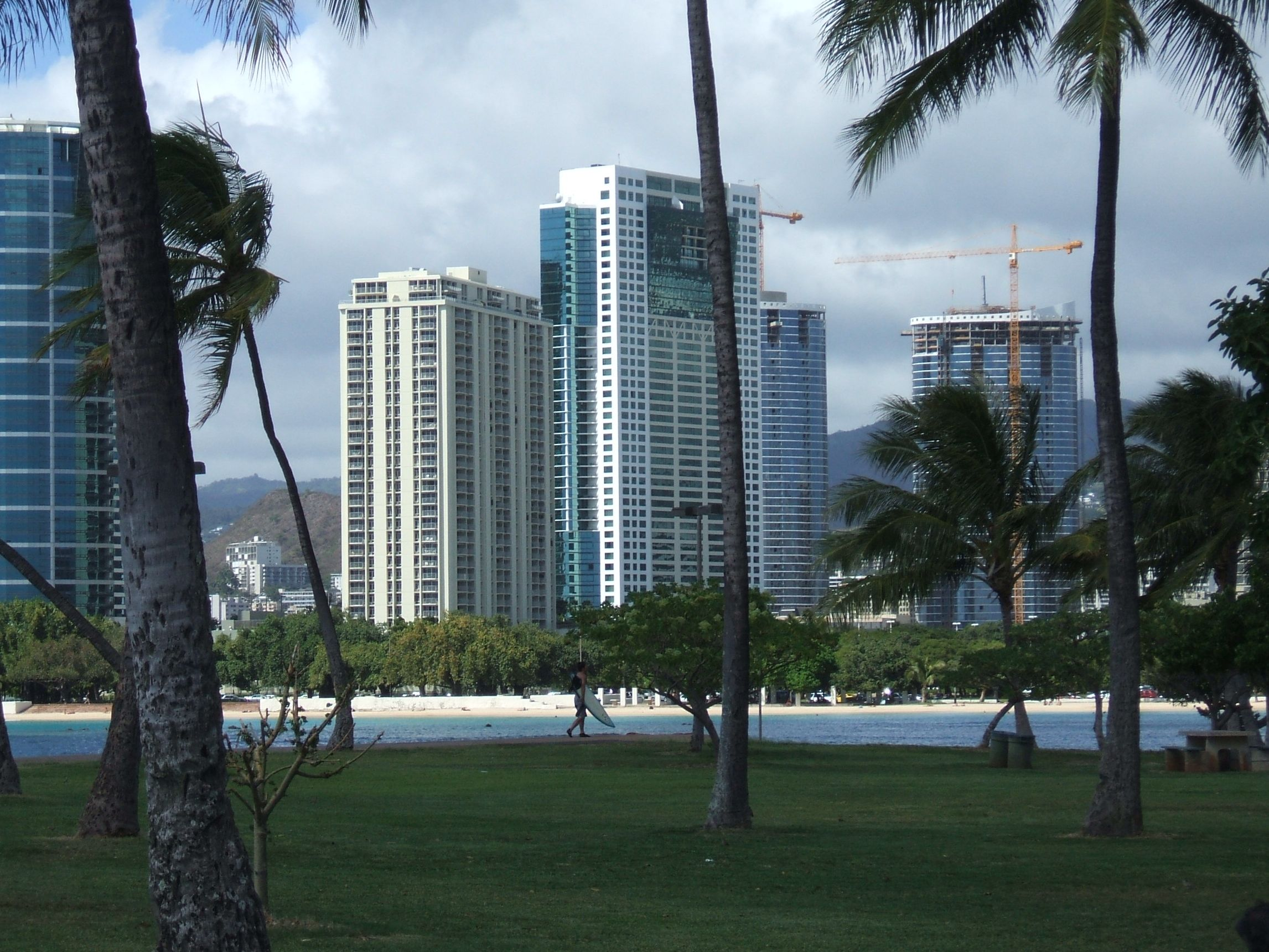
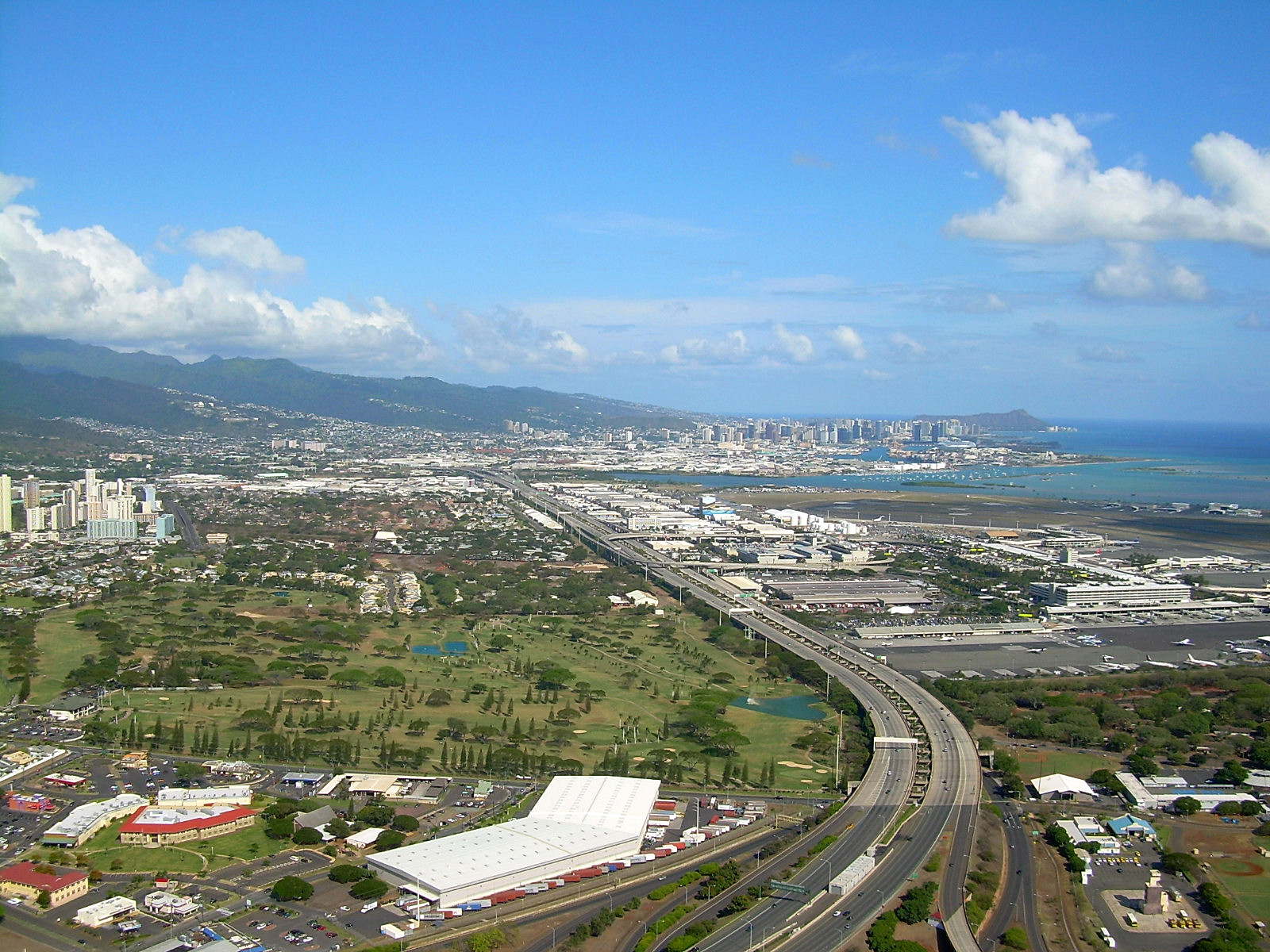
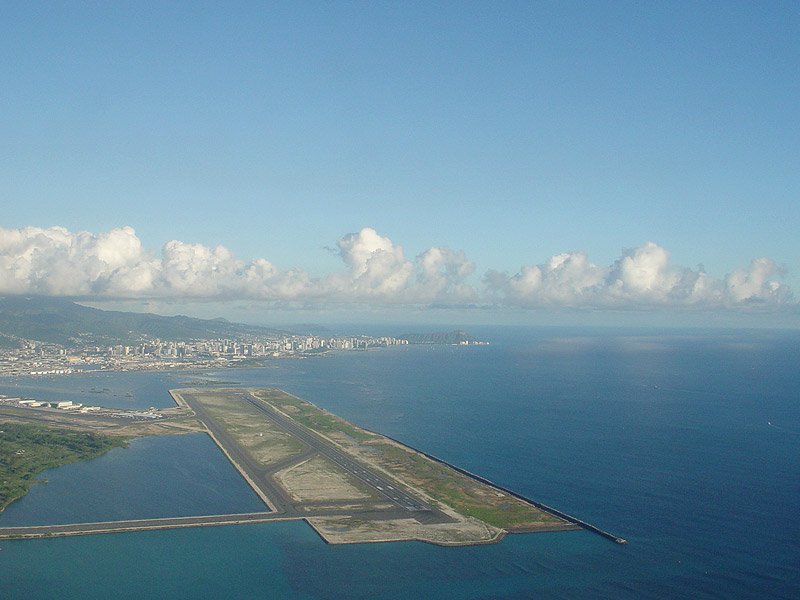
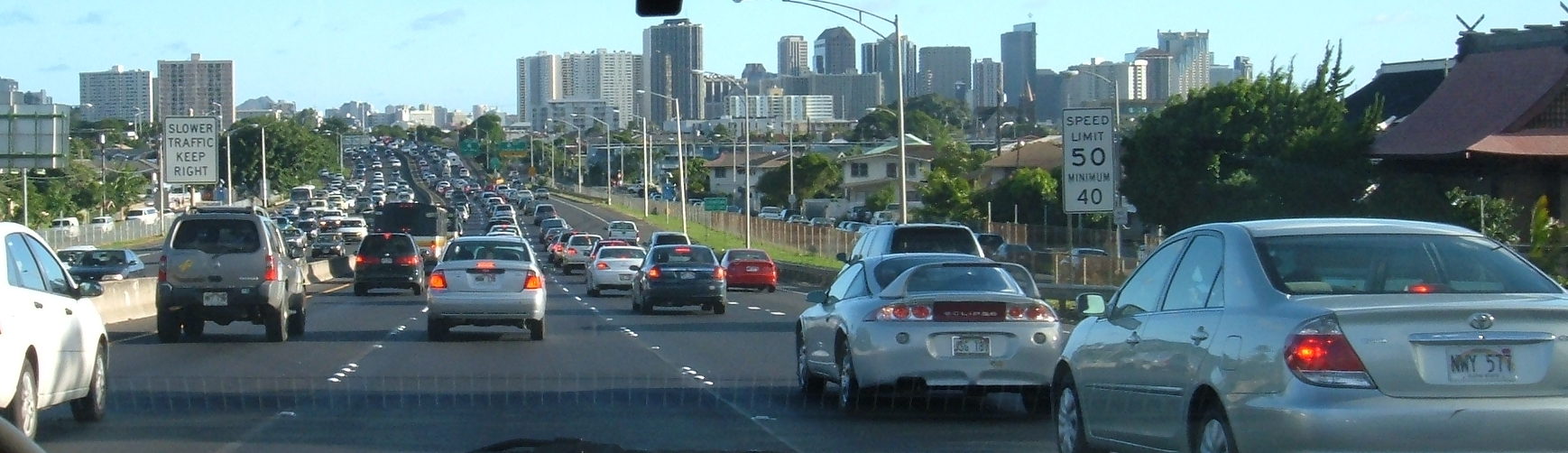
در سطح شهر هونولولو
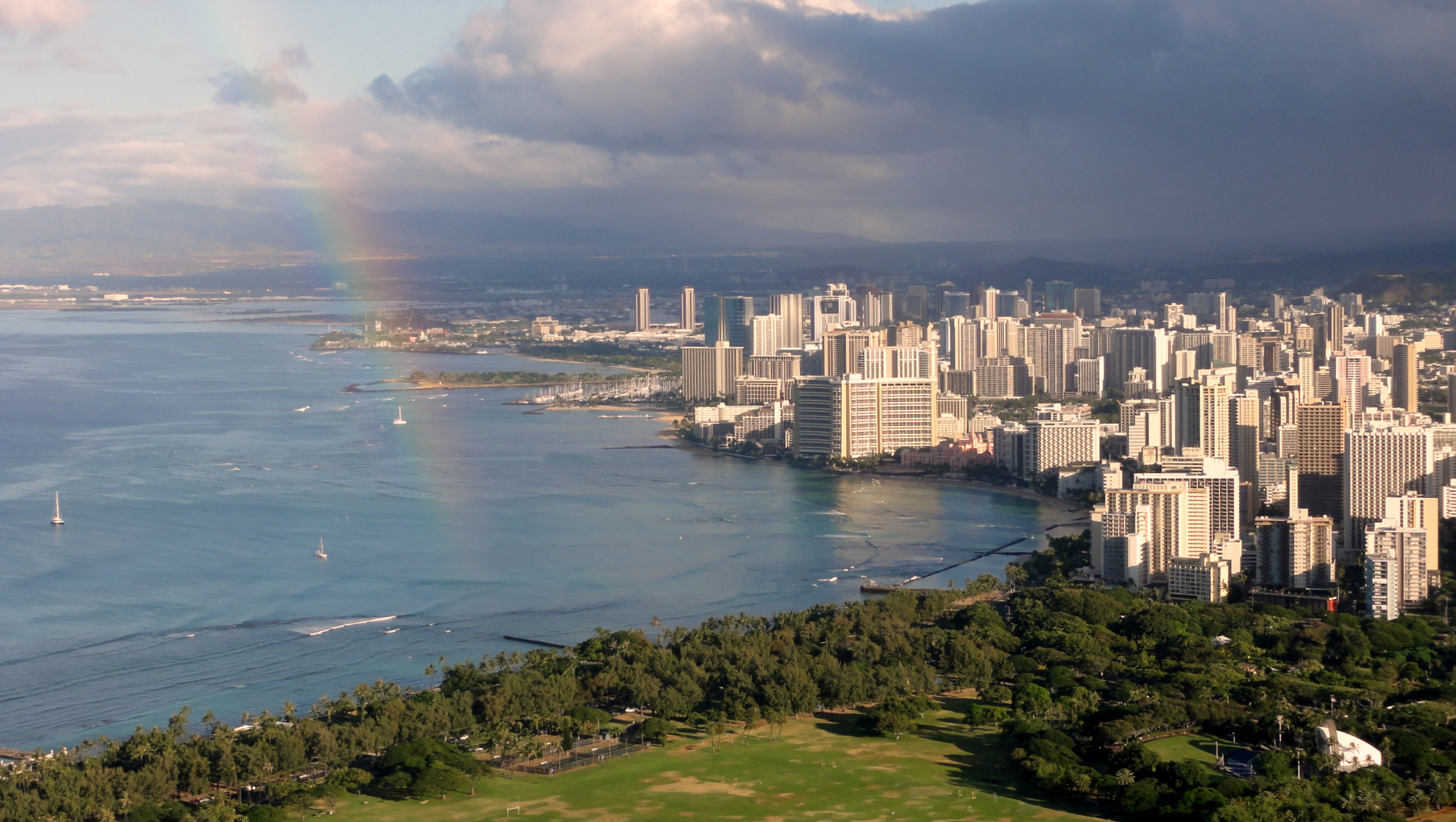
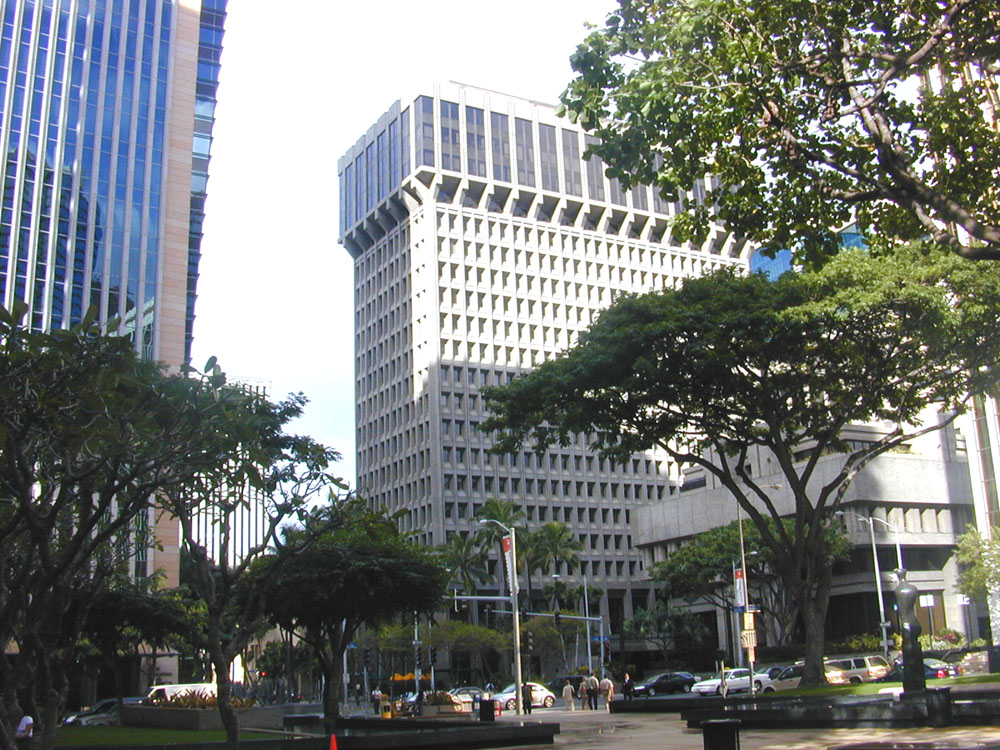
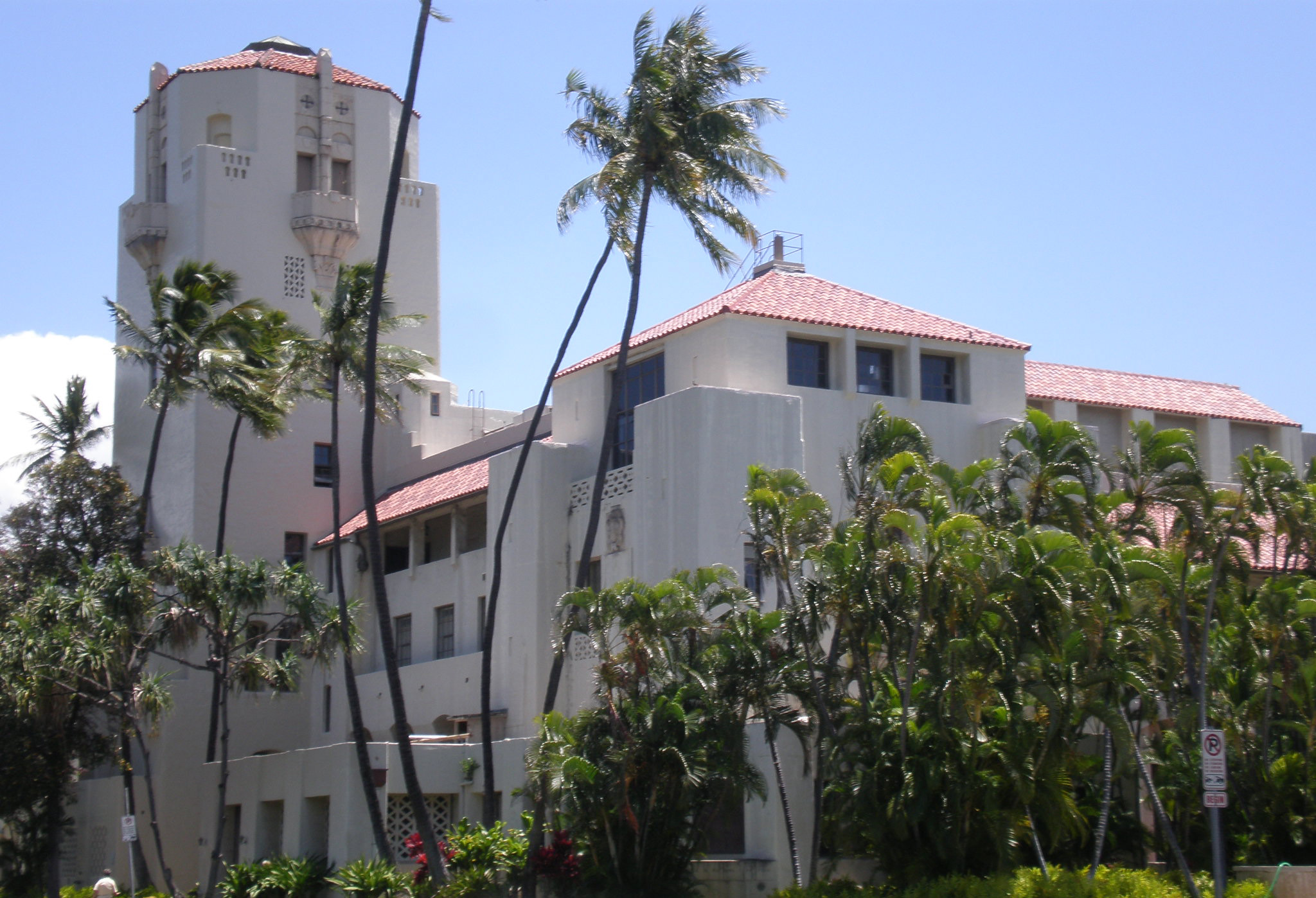
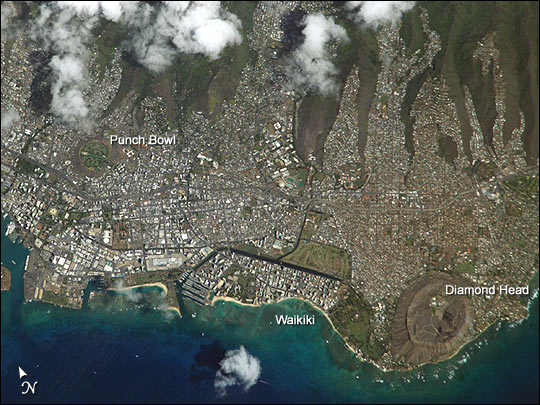
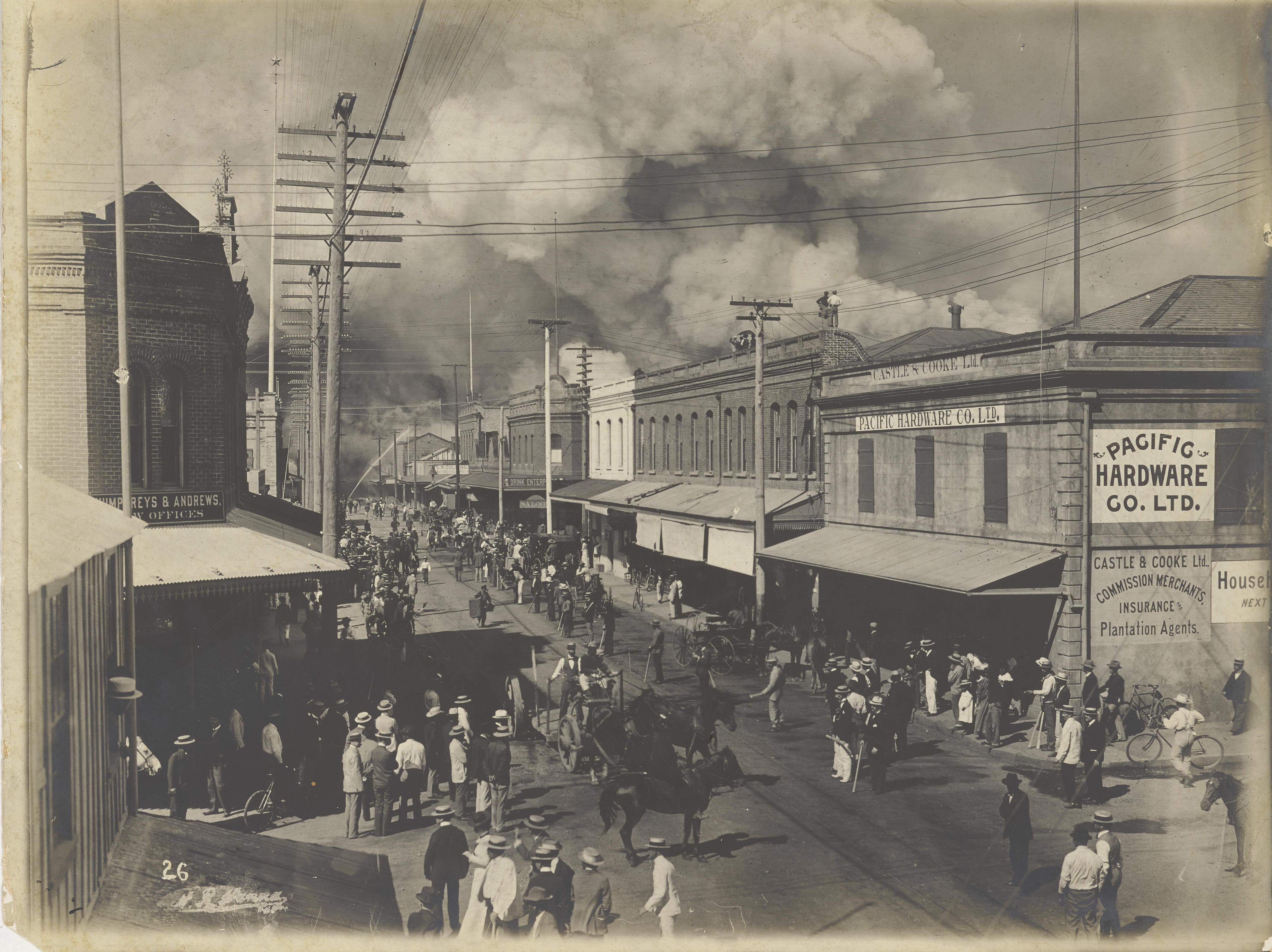
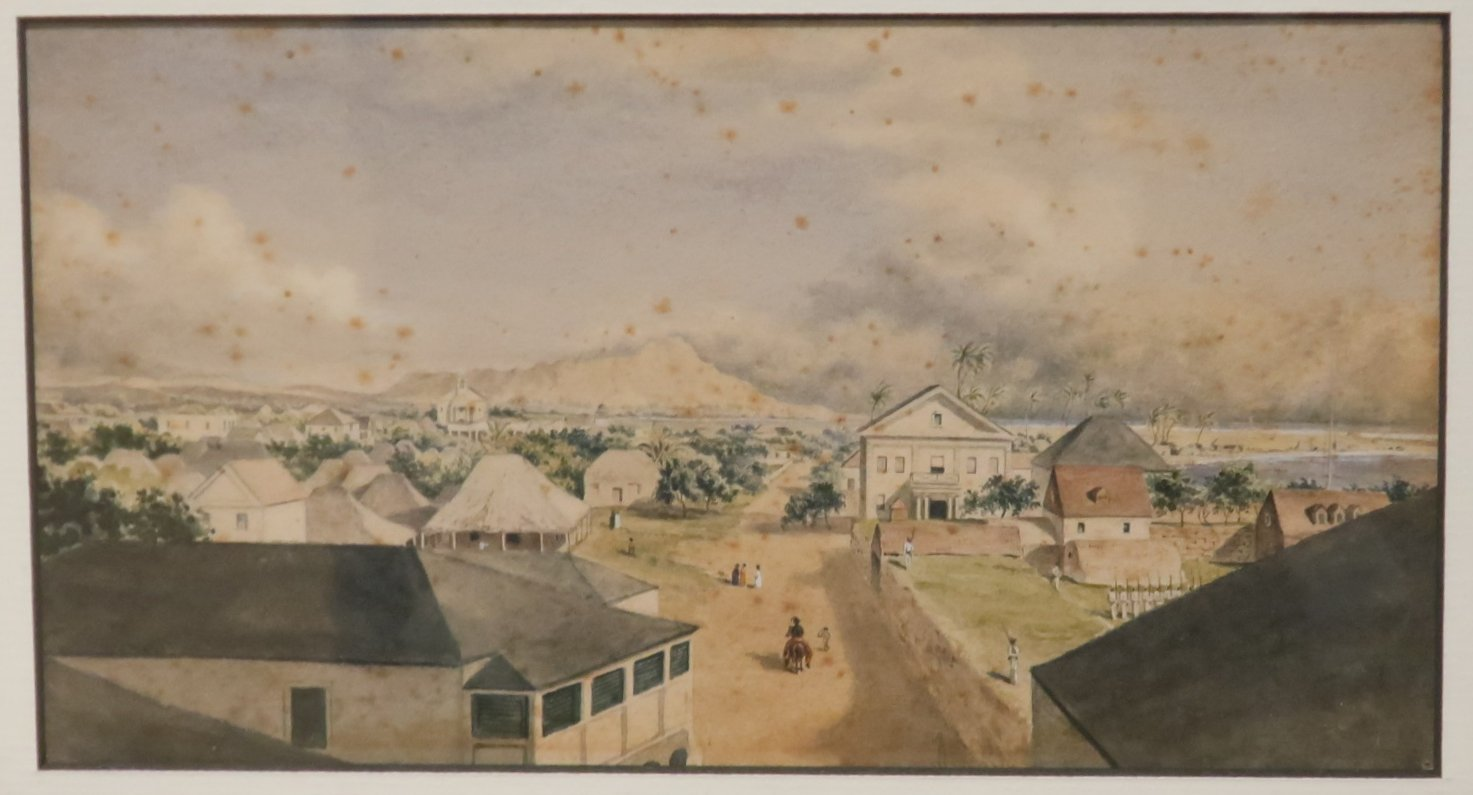
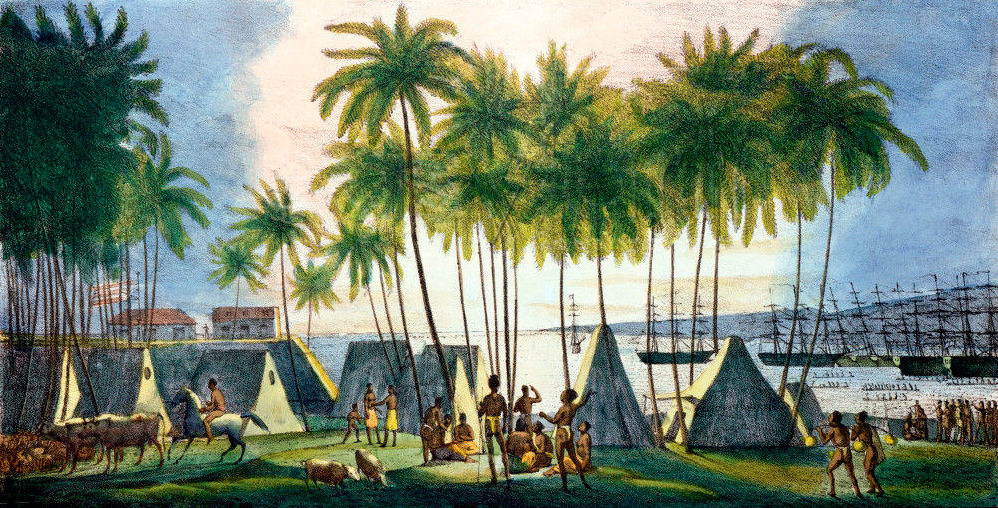